# Jamie Bhatti
Pour les articles homonymes, voir Bhatti.

a Compétitions nationales et continentales officielles uniquement.

b Matchs officiels uniquement.
Dernière mise à jour le 9 novembre 2022.
Jamie Bhatti, né le 8 septembre 1993 à Stirling, en Écosse, est un joueur international écossais de rugby à XV qui joue au poste de pilier gauche aux Glasgow Warriors.

## Biographie

### Jeunesse et formation
Jamie Bhatti est né le 8 septembre 1993 à Stirling. Il est d'origine indienne par son grand-père paternel qui a émigré de Ludhiana vers l'Écosse dans les années 1960, d'où son nom de famille.
Jamie Bhatti commence à jouer au rugby chez les jeunes à Hillfoot, avant de partir au Stirling County RFC où il est par toutes les catégories d'âge avant de jouer pour l'équipe senior. Puis, il quitte le club de sa ville natale pour rejoindre Melrose RFC pour la saison 2015-2016. Avec le club de Melrose, il est dans un premier temps finaliste de la Coupe d'Écosse en 2016, pour sa première saison, puis remporte la compétition l'année suivante, en 2017.
Durant sa jeunesse, en parallèle de sa carrière amateure, il a travaillé dans un abattoir et comme portier de boîte de nuit, puis a postulé sans succès pour devenir officier de police avant de devenir joueur de rugby professionnel,.

### Carrière en club

#### Débuts professionnels à Glasgow (2016-2019)
Jamie Bhatti fait ses débuts professionnels avec les Glasgow Warriors lors de la saison 2016-2017, durant laquelle il joue seulement six matchs, dont un en tant que titulaire. Il profite des périodes de doublons pour jouer ces rencontres, durant lesquelles de nombreux joueurs internationaux sont absents.
En début de saison suivante, en 2017-2018, il signe son premier contrat professionnel avec Glasgow. Cette saison, son club recrute le Sud-africain Oli Kebble, jouant au même poste que Bhatti. Cependant, ce dernier se blesse au pied, le rendant indisponible durant plusieurs mois. Ainsi, Bhatti profite de cette absence pour être le pilier gauche titulaire à Glasgow et gagner du temps de jeu. Il réalise de bonnes performances lui permettant d'être appelé pour la première fois en équipe d'Écosse.
Durant sa troisième saison professionnelle avec Glasgow, il joue vingt matchs toutes compétitions confondues, dont sept en tant que titulaire, et n'inscrit aucun point. Il est alors au meilleur de sa forme, cependant, les Glasgow Warriors ne lui proposent pas de nouveau contrat, l'obligeant ainsi à quitter son club formateur.

#### Transfert raté à Édimbourg (2019-2020)
Après trois saisons passées à Glasgow, Jamie Bhatti rejoint l'autre équipe écossaise de Pro14, Édimbourg. Il a alors 25 ans.
Dix-huit mois et quinze matchs après avoir rejoint Édimbourg, il décide de quitter le club, notamment à cause de la forte concurrence à son poste qui ne lui permet pas d'avoir assez de temps de jeu. Il a en effet été relégué au troisième choix dans la hiérarchie des piliers gauche du club, derrière les deux internationaux écossais Rory Sutherland et Pierre Schoeman, ne lui laissant ainsi que peu de temps de jeu. Cela a aussi eu un impact sur sa carrière internationale, puisque le sélectionneur écossais préfére sélectionner des joueurs qui joue en club.

#### Passage en Angleterre, à Bath puis retour à Glasgow (depuis 2021)
En décembre 2020, en milieu de saison 2020-2021, il rejoint le club de Bath rugby avec effet immédiat, jusqu'à la fin de cette saison. Il est recruté pour pallier l'absence sur blessure de Lewis Boyce (en),. Il y joue au total onze matchs, dont neuf en Premiership et deux en Challenge européen. Ce passage lui a permis de retrouver du temps de jeu et de développer sa technique en mêlée.
Deux ans après avoir quitté les Glasgow Warriors, et une demi-saison joué en Angleterre, Jamie Bhatti décide de retourner en Écosse, dans son club formateur,. Il réalise une bonne première saison 2021-2022 et retrouve le niveau qu'il avait lorsqu'il a quitté le club en 2019. Il a notamment joué un rôle important dans la mêlée de son équipe. À l'issue de cette saison, en avril 2022, il prolonge son contrat avec Glasgow,.
Il entame ensuite la saison 2022-2023 en tant que titulaire au poste de pilier gauche et enchaîne les titularisations. Cette saison, son équipe atteint la finale de la Challenge Cup où elle affronte le RC Toulon. Pour cette rencontre, il est titulaire en première ligne aux côtés de Fraser Brown et Zander Fagerson; son équipe est cependant battue sur le score de 43 à 19,.
Durant la saison 2023-2024, les Glasgow Warriors atteignent la finale du championnat après avoir éliminé le Munster en demi-finale. En finale contre les Bulls, Jamie Bhatti est titulaire en première ligne avec Johnny Matthews et Zander Fagerson et son équipe s'impose 21 à 16, remportant la compétition pour la deuxième fois de son histoire après 2015,.

### Carrière internationale
Jamie Bhatti est international écossais dans toutes les catégories de jeunes, des moins de 17 ans jusqu'aux moins de 20 ans.
Pour les tests internationaux de novembre 2017, l'équipe d'Écosse est en manque de piliers. Jamie Bhatti est alors sélectionné pour la première fois, alors qu'il n'a joué que quinze matchs professionnels au moment de sa convocation. Il connaît sa première cape le 11 novembre 2017, face aux Samoa, lorsqu'il entre en jeu à la place de Darryl Marfo (en) en seconde période. Il entre également en jeu au cours des deux matchs suivants, contre la Nouvelle-Zélande et l'Australie,. Il réalise de bons matchs durant ces rencontres amicales et aurait même pu marquer son premier essai international contre les All Blacks, lors de sa deuxième sélection. Cependant son essai a été refusé à tort à cause de Kieran Read qui a fait tomber le ballon des mains de Jonny Gray avant que Bhatti ne le récupère et marque. Or, l'arbitre a jugé que Gray avait commis un en-avant,.
En janvier 2018, il est convoqué par Gregor Townsend pour participer au Tournoi des Six Nations 2018. Pour sa première participation au tournoi, il joue les cinq matchs de son pays, en entrant en jeu à chaque fois. Il est également sélectionné pour participer au Tournoi des Six Nations suivant, en 2019. Cette fois il ne joue que deux des cinq matchs de l'Écosse.
En mai 2019, il est sélectionné dans un groupe élargi de 42 joueurs pour préparer la Coupe du monde 2019. Il joue deux matchs avant la compétition, contre la France et la Géorgie, mais n'est finalement pas retenu pour y participer,.
L'année suivante, en 2020, il ne joue qu'un seul match international, lors la Coupe d'automne des nations, face à la France, match durant lequel il entre en jeu à 13 minutes de la fin.
En 2021, il est convoqué par Gregor Townsend pour le Tournoi des Six nations 2021. Durant cette compétition, il entre en jeu à deux reprises, contre l'Italie et l'Irlande. Plus tard dans l'année, en octobre et novembre, il joue quatre matchs amicaux contre les Tonga, l'Australie, l'Afrique du Sud et le Japon contre qui il est titulaire.
Début 2022, il est convoqué pour le Tournoi des Six Nations 2022, cependant, à cause d'une blessure, il est contraint de déclarer forfait pour le tournoi,. Le 25 juin 2022, il joue un match amical face au Chili avec l'équipe d'Écosse A. Il est titulaire, et les Écossais s'imposent 45 à 5. Quelques semaines plus tard, il quitte l'équipe réserve et est de retour en équipe principale d'Écosse avec qui il affronte l'Argentine et remporte le match 29 à 6. En octobre, il joue une rencontre amicale contre l'Australie qui se termine par une défaite écossaise 15 à 16.
L'année suivante, il est sélectionné pour participer au Tournoi des Six Nations 2023. Il joue quatre des cinq matchs et son pays termine à la troisième place.
Le 16 août 2023, il fait partie de la liste définitive des 33 joueurs convoqués par Gregor Townsend pour disputer la Coupe du monde 2023.
Au mois de janvier 2024, il est sélectionné pour le Tournoi des Six Nations.

## Statistiques

### En club
| Saison                 | Club                   | Championnat            | Championnat | Championnat | Coupe d'Europe                    | Coupe d'Europe | Coupe d'Europe |
| Saison                 | Club                   | Compétition            | M           | Ess.        | Compétition                       | M              | Ess.           |
| ---------------------- | ---------------------- | ---------------------- | ----------- | ----------- | --------------------------------- | -------------- | -------------- |
| 2016-2017              | Glasgow Warriors       | Pro12                  | 6           | -           | Coupe d'Europe                    | -              | -              |
| 2017-2018              | Glasgow Warriors       | Pro14                  | 15          | -           | Coupe d'Europe                    | 6              | -              |
| 2018-2019              | Glasgow Warriors       | Pro14                  | 17          | -           | Coupe d'Europe                    | 3              | -              |
| Total Glasgow Warriors | Total Glasgow Warriors | Total Glasgow Warriors | 38          | 0           | Coupes d'Europe                   | 9              | 0              |
| 2019-2020              | Édimbourg Rugby        | Pro14                  | 9           | -           | Challenge européen                | 4              | -              |
| 2020-2021              | Édimbourg Rugby        | Pro14                  | 2           | -           | Coupe d'Europe                    | -              | -              |
| Total Édimbourg Rugby  | Total Édimbourg Rugby  | Total Édimbourg Rugby  | 11          | 0           | Coupes d'Europe                   | 4              | 0              |
| 2020-2021              | Bath Rugby             | Premiership            | 9           | -           | Challenge européen                | 2              | -              |
| Total Bath Rugby       | Total Bath Rugby       | Total Bath Rugby       | 9           | 0           | Coupes d'Europe                   | 2              | 0              |
| 2021-2022              | Glasgow Warriors       | URC                    | 14          | 2           | Coupe d'Europe+Challenge européen | 4+2            | -              |
| 2022-2023              | Glasgow Warriors       | URC                    | 16          | -           | Challenge Cup                     | 6              | -              |
| Total Glasgow Warriors | Total Glasgow Warriors | Total Glasgow Warriors | 30          | 2           | Coupes d'Europe                   | 12             | 0              |
| Total                  | Total                  | Total                  | 88          | 2           | Coupes d'Europe                   | 27             | 0              |

### Internationales

#### Équipe d'Écosse des moins de 20 ans
Jamie Bhatti a disputé 17 matchs avec l'équipe d'Écosse des moins de 20 ans en deux saisons, prenant part à deux éditions du Tournoi des Six Nations des moins de 20 ans en 2012 et 2013, et à deux éditions du championnat du monde junior en 2012 et 2013. Il a inscrit un essai, soit cinq points.

#### Équipe d'Écosse
| Année | Compétition                 | Matchs | Points | Essais |
| ----- | --------------------------- | ------ | ------ | ------ |
| 2017  | Test matchs                 | 3      | -      | -      |
| 2018  | Six Nations                 | 5      | -      | -      |
| 2018  | Test matchs                 | 3      | -      | -      |
| 2019  | Six Nations                 | 2      | -      | -      |
| 2019  | Test matchs                 | 2      | -      | -      |
| 2020  | Coupe d'automne des nations | 1      | -      | -      |
| 2021  | Six Nations                 | 2      | -      | -      |
| 2021  | Test matchs                 | 4      | -      | -      |
| 2022  | Test matchs                 | 2      | -      | -      |
| 2023  | Six Nations                 | 4      | -      | -      |
| Total | Total                       | 28     | 0      | 0      |

## Palmarès

### En club
- Melrose RFC
  - Finaliste de la Coupe d'Écosse en 2016
  - Vainqueur de la Coupe d'Écosse en 2017
- Glasgow Warriors
  - Finaliste du Pro14 en 2019
  - Finaliste de la Challenge Cup en 2023
  - Vainqueur du United Rugby Championship en 2024

### En sélection nationale

#### Tournoi des Six Nations
| Édition                      | Rang | Résultats Écosse | Résultats Bhatti | Matchs Bhatti |
| ---------------------------- | ---- | ---------------- | ---------------- | ------------- |
| Tournoi des Six Nations 2018 | 3    | 3 v, 0 n, 2 d    | 3 v, 0 n, 2 d    | 5/5           |
| Tournoi des Six Nations 2019 | 5    | 1 v, 1 n, 3 d    | 1 v, 0 n, 1 d    | 2/5           |
| Tournoi des Six Nations 2021 | 4    | 3 v, 0 n, 2 d    | 1 v, 0 n, 1 d    | 2/5           |
| Tournoi des Six Nations 2023 | 3    | 3 v, 0 n, 2 d    | 2 v, 0 n, 2 d    | 4/5           |

Légende : v = victoire ; n = match nul ; d = défaite ; la ligne est en gras quand il y a Grand Chelem.